# Kata-Gatame
 (décembre 2019).
Si vous disposez d'ouvrages ou d'articles de référence ou si vous connaissez des sites web de qualité traitant du thème abordé ici, merci de compléter l'article en donnant les références utiles à sa vérifiabilité et en les liant à la section « Notes et références ».
Kata-Gatame est l'une des sept techniques de maîtrise au sol, Osaekomi-waza, du judo Kodokan. Cette technique d'immobilisation est souvent appelé "Technique de la voiture".

## Description de la technique
Cette technique peut être considérée comme une variante de Kesa-Gatame, souvent utilisée lorsque Uke (la personne qui est immobilisée) donne du mal à Tori (la personne qui bloque) pour attraper et contrôler la manche. Si son bras est libre, Uke peut l'utiliser de différentes manières pour briser le contrôle de Tori. Tori compensera en utilisant sa tête et son épaule pour presser le bras de Uke contre la tête ou le cou de Uke afin de contrôler le mouvement du bras de Uke. Tori doit être sur au moins un genou, en gardant le genou aussi près que possible du corps de Uke. L'autre jambe du Tori est étendue et utilisée dans le but de fournir un effet de levier adéquat et une pression en avant. 